# Воля-Ходковська
Воля-Ходковська (пол. Wola Chodkowska) — село в Польщі, у гміні Козениці Козеницького повіту Мазовецького воєводства.
Населення — 405 осіб (2011).
У 1975-1998 роках село належало до Радомського воєводства.

## Демографія
Демографічна структура станом на 31 березня 2011 року:
|          | Загалом | Допрацездатний вік | Працездатний вік | Постпрацездатний вік |
| -------- | ------- | ------------------ | ---------------- | -------------------- |
| Чоловіки | 201     | 49                 | 134              | 18                   |
| Жінки    | 204     | 42                 | 116              | 46                   |
| Разом    | 405     | 91                 | 250              | 64                   |